# Actual play
Ne doit pas être confondu avec le jeu de rôle grandeur nature.
Un actual play (parfois traduit en français par partie filmée) est un genre de podcast ou de web-série consistant en des parties filmées de jeux de rôle sur table (JdR) à destination d’un public,,,. Ces émissions comprennent des interactions entre les personnages joueurs, de la narration par un meneur de jeu et des interactions hors du jeu telles que des lancers de dés ou des discussions sur les mécaniques ludiques. Le genre émerge au début des années 2000 et devient de plus en plus populaire au fil des années, notamment avec le succès de Critical Role (lancée en 2015), une web-série actual play avec des comédiens de doublage professionnels,.

## Historique
D’après l’essai de Shelly Jones Watch us Roll, le phénomène des actual plays descend des « rapports de partie » que l’on pouvait trouver dans des magazines spécialisés dans le JdR ou les wargames ainsi que dans les forums en ligne. Avec l’émergence de l’esport, des let’s play et du streaming, les actual plays deviennent un format de podcast populaire et contribuent au regain d’intérêt pour les jeux de rôles sur table dans les années 2010 et 2020,.
En 2008, les créateurs du webcomic Penny Arcade s’associent à Wizards of the Coast pour créer un podcast suivant des sessions de Donjons et Dragons 4e édition : Acquisitions Incorporated. Le podcast est bien accueilli et des joueurs commencent à diffuser en live des sessions de jeu au festival PAX,.
En 2015 débute la web-série Critical Role sur la chaîne Twitch Geek & Sundry (en). Elle devient la web-série la plus populaire du genre. En 2021, la chaîne Twitch de Critical Role est celle générant le plus de profit de la plateforme.
L’actual play se popularise également en langue française. Game of Rôles débute en 2018 sur la webTV du site jeuxvideo.com. Cette série est masterisée par le scénariste de jeux vidéo FibreTigre. En 2022, à l’occasion de l'élection présidentielle française, Game of Rôles diffuse des épisodes spéciaux sur le thème de la politique en partenariat avec France Info.

## Exemples d'actual plays notables

### En français
- Aventures avec Frédéric Molas et Sébastien Rassiat, Krayn, Bob Lennon, Mahyar (MJ)
- La Bonne Auberge avec Pénélope Bagieu, Adrien Ménielle, Lucien Maine (MJ), Max Mammouth et Lisa Villaret
- Game of Rôles avec FibreTigre (MJ), MisterMV, Lydia, Lam, Daz, Clément Viktorovitch (invité)
- Rôle'n Play[13] avec Julien Dutel (MJ), Ryan Highley, Mellie Melzassard, Sébastien Mortamet et Juliette Paire
- Tablequest avec Alphacast, Angle Droit, Antoine Daniel, Ted Etienne, Eventis, LittleBigWhale, Lynkus (MJ), Frédéric Molas et ZeratoR
- Tales of Pi

### En anglais
- The Adventure Zone (en)[14]
- Candela Obscura (en)[15]
- Critical Role[14] et son spin-off Exandria Unlimited (en)[16]
- Dimension 20 (en)[14]
- Dungeons & Daddies (en)[14]
- Friends at the Table (en)
- The Glass Cannon (en)[14]
- HarmonQuest (en)[14]
- L.A. by Night (en)[17] et sa séquelle NY by Night (en)[18]
- Nerd Poker (en)[14]
- Rivals of Waterdeep (en)[14]

## Adaptations

### D'aprèsCritical Role
- Le jeu de rôle Candela Obscura

- La Légende de Vox Machina, série animée télévisée

### D'aprèsGame of Rôles
- Le jeu de rôle Aria

- Worlds of Aria[19], jeu vidéo sorti le 24 septembre 2024 sur la plateforme Steam
- Légendes du Monde d'Aria, série de romans de Fabien Clavel
- Chroniques des Mondes d'Aria, série de BD scénarisées par William Lafleur et illustrées par Dario Tallarico

### D'après Rôle'n play
- Boîte d'initiation Rôle'n play basée sur la cinquième édition de Donjons et Dragons

## Mercer Effect
Le Mercer Effect (« effet Mercer ») est le nom donné à la désillusion des personnes s'adonnant pour la première fois à la pratique du jeu de rôle en comparaison du rendu des actual plays (qui jouissent parfois de l'effet de montage, de matériels de production vidéo développés, de décors et d'accessoires grandioses et d'intervenants professionnels pratiquant l'acting). Il tire son nom de Matt Mercer, le meneur de jeu de l'actual play Critical Role,.

### Lien connexe
- List of Dungeons & Dragons web series (en)